# Johann Friedrich Schaevius
Johann Friedrich Schaevius (* 1715 in Lübeck; † 3. Mai 1766 ebenda) war Jurist und Ratsherr der Hansestadt Lübeck.

## Leben
Schaevius war Sohn des Lübecker Syndicus Johann Schaevius († 1743) und Enkel des Möllner Bürgermeisters Heinrich Schaevius († 1715). Er studierte Rechtswissenschaften von 1735 bis 1737 an der Universität Jena, 1737 besuchte er zumindest (auf Durchreise ?) Gießen und promovierte 1738 an der Universität Utrecht zum Dr. beider Rechte. Er reiste sodann zum Reichshofgericht nach Wien und über Regensburg mit dem Immerwährenden Reichstag für eine mehrmonatige Stage zum Reichskammergericht nach Wetzlar. Danach wurde er Advokat in seiner Heimatstadt Lübeck, wo er 1757 in den Rat der Stadt erwählt wurde. 1762 gehörte er zu den vier Lübeckern, die Moisling für die Stadt erwarben. Als Ratsherr war er vor allem in der Wette, dem Nieder- und Obergericht tätig. Er war seit 1748 mit einer Tochter des Juristen Johannes Martin Lipenius verheiratet. Seine Leichenrede hielt Johann Daniel Overbeck.

## Schriften
- De protopraxia mutui gratuiti, in concursu creditorum, praecipue secundum jus Lubecense (Dissertation), van Megen, Trajecti ad Rhenum 1738